# جوسلين خويري
جوسلين خويري (1955 - 2020)، هي مقاتلة لبنانية ومُؤَسِّسَة لِلِجَمعيات الإنسانِيَّة.

## حياتها
ولدت لعائلة مسيحية مارونية، ونشطت في حزب الكتائب اللبنانية. خلال الحرب الأهلية اللبنانية، شاركت في معارك ميليشيات الكتائب اللبنانية ضِدَّ منظمة التحرير الفلسطينية. وفي لَيلة 6 أيار/مايو 1976، ومع 6 مقاتلات في سنها، دافَعَت عَن مَبنى يُطِلًّ عَلى ساحة الشهداء في قَلب بيروت، ضد 300 مقاتل فلسطيني.
واستمرت مدتها 6 ساعات متواصلة، حيثُ قَتَلَت جوسلين زَعيمَهم مِما بث الذعر وتَسَبَّب في هُروبهم خوفاً مِنها، ما أصبح مَوضوع اهتمام وسائل الإعلام.
وَصَل عَددهم إلى 1000 مقاتل، وعدد النشطاء 1500 امرأة في عام 1983.
خِلالَ الحرب نَقَلَت هَويَتها من المسيحية بالهوية إلى المسيحية المعاشة.
وفي عام 1986، ألقت السِّلاح، وأنشأت ثَلاث جَمعِيّات لبنانية في 31 أيار / مايو لتشجيع المرأة على بناء مُجتَمَع أكثر انسانِيَّة تحت عنوان «نعم للحياة» في عام 1995، وأسست مركز يوحنا بولس الثاني في عام 2000.
في عام 2012، شارَكَت في مَجلِس الكَنيسة في الشرق الأوسط.
وفي عام 2014، شارَكت في الجَمعية العامة للأساقفة التي تُعنى بالتَّحديات التي تواجه الأسرة في سياق التبشير.
وفي 2014، عُيِّنَت في مَجلس البابا لِشؤؤن العائلة.

## وفاتها
توفيت يوم الجمعة 31 يوليو 2020 في مستشفى المعونات بجبيل، عن عمر ناهز الـ65 عاماً، بعد صراع طويل مع المرض.